# Ленивцы
Лени́вцы (лат. Folivora, дословно — «листоеды») — подотряд млекопитающих из отряда неполнозубых (Pilosa). Представители отряда характеризуются энергосберегающим способом передвижения и медлительностью, ведут одиночный образ жизни и редко сталкиваются друг с другом.

## Внешний вид
Ленивцы, существующие в наше время, величиной со среднюю собаку. У них длинная жёсткая шерсть, имеющая у некоторых особей зеленоватый оттенок от поселяющихся в ней сине-зеленых водорослей. На лапах два или три сросшихся между собой пальца с длинными закруглёнными когтями, которыми они цепляются за ветки деревьев. Голова маленькая, покрытая шерстью. Морда короткая, почти плоская. Очень маленький, едва заметный хвост. В прошлом, до позднечетвертичного вымирания, существовали гигантские наземные ленивцы, некоторые виды которых были размером со слона или быка.
В основном ленивцы питаются древесными листьями, хотя могут при случае съесть насекомое или мелкую ящерицу. Листья трудно перевариваются и обладают очень низкой калорийностью и питательной ценностью. Для переваривания растительной клетчатки ленивцы используют бактерий-симбионтов, входящих в состав микрофлоры их пищеварительного тракта. Съеденные листья перевариваются в желудке млекопитающего до 90 часов. У сытого ленивца ⅔ массы тела может приходиться на еду в желудке.
Все трёхпалые ленивцы в естественной среде обитания питаются в основном листьями и цветами цекропии, потому содержать их в неволе довольно трудно.

## Образ жизни
Большую часть жизни ленивцы проводят на деревьях, почти не двигаясь. Раз в несколько дней они спускаются на землю, чтобы оставить помёт. Спят до 20 часов в сутки. В среднем ленивцы передвигаются со скоростью 3 м/мин в кронах деревьев и 1,5 м/мин — на земле.
У ленивцев рождается один детёныш, который первые 4 месяца проводит на брюхе матери. В 6 месяцев малыш, держась за мать, начинает питаться листвой. К 2,5 годам он становится полностью самостоятельным. Половое созревание происходит в 3 года. Длительность жизни в природе составляет 10—20 лет, в неволе некоторые животные доживают до 40 лет.

## Анатомия
Зубы у ленивцев не имеют корней и поверхностного слоя эмали, поэтому их относят к отряду неполнозубые. Череп имеет два отдела, как и у всех млекопитающих, в одном из которых находится небольшой, почти без извилин, мозг. Желудок разделён на несколько отделений и напоминает желудок жвачного животного. Селезёнка расположена не слева, как у других млекопитающих, а справа. Животное имеет довольно длинную и извилистую трахею, которая обеспечивает необычайную подвижность шеи. Печень отделена желудком от брюшной стенки.

## Распространение
Обитают в Центральной и Южной Америке.

## Классификация
Подотряд Folivora:
- Семейство Трёхпалые ленивцы (Bradypodidae):
  - Карликовый ленивец (Bradypus pygmaeus).
  - Бурогорлый ленивец (Bradypus variegatus).
  - Трёхпалый ленивец (Bradypus tridactylus).
  - Ошейниковый ленивец (Bradypus torquatus).
  - Bradypus crinitus.
- Семейство Двупалоленивцевые (Megalonychidae):
  - Ленивец Гоффмана (Choloepus hoffmanni).
  - Двупалый ленивец (Choloepus didactylus).
- † Семейство Megatheriidae.
- † Семейство Nothrotheriidae.
- † Семейство Mylodontidae.
- † Семейство Orophodontidae.